# Waldmeister
Ne doit pas être confondu avec Jägermeister ou Waldmeister (opérette).
Le Waldmeister (Wàldmeischter ou encore Wàldmääschter en francique rhénan), appelé plus familièrement Waldi, est une liqueur à base de plante produite et consommée en Allemagne et en Moselle-est,.

## Description
Cette liqueur de couleur verte est un mélange de schnaps et d'une plante aromatique : le gaillet odorant (Asperula odorata) également appelé aspérule odorante. 
Il est ainsi nommé par métonymie, Waldmeister étant le nom en allemand de l'aspérule. Et signifie littéralement : « maître de la forêt » / « maître des bois ».
En Moselle, cette plante pousse notamment dans les forêts du pays de Bitche, pays dans lequel une fête lui est également dédiée au mois de mai-juin à Montbronn, le  « Waldifescht » (fête de l’aspérule).